# South Padre Island
South Padre Island est une ville du comté de Cameron dans l'État du Texas, aux États-Unis.
Station balnéaire située sur une île barrière de la côte du Golfe, elle est accessible par la route via Port Isabel.